# Alsophila restituens
Alsophila restituens là một loài bướm đêm trong họ Geometridae.